# Демократический бретонский союз
Демократи́ческий брето́нский сою́з (брет. Unvaniezh Demokratel Breizh, фр. Union Démocratique Bretonne) — левая политическая партия, которая борется за автономию Бретани. Партия была создана в 1964 году. В настоящее время имеет трех депутатов в областном совете. Лидерами партии является Мона Брас и Херри Гурмелен.
Входит в состав Европейского свободного альянса.